# Paul Bode (Architekt)
Paul Bode (* 5. April 1903 in Kassel; † 16. Januar 1978 ebenda) war ein deutscher Architekt.

## Leben
Paul Bode war zweitältester Sohn von Johanna und Nikolaus Bode. Die Eltern der Brüder Arnold, Paul, Theo (* 1905) und Egon stammten aus dem Eichsfeld und betrieben in Kassel einen Zimmereibetrieb, der sich auf Innenausbau (später auch Herstellung von Stühlen, speziell auch die von den Bode-Söhnen entworfenen) spezialisiert hatte. Arnold Bode (1900–1977), sein älterer Bruder, war der spätere documenta-Begründer.
Paul Bode studierte Architektur und betrieb viele Jahre ein Architekturbüro in Kassel (unter anderem) zusammen mit seinem jüngeren Bruder Theo und dem Architekten Ernst Brundig.
Paul Bode gilt als bedeutender Architekt der Nachkriegszeit für Versammlungsstätten, Kinos und Lichtspielhäuser, Cafés, Restaurants, Wohnungsbau, aber auch Parkhäuser und andere Funktionsgebäude. Er verfasste 1957 ein Standardwerk zum Bau von Kinos und Filmtheatern. Seine Filmpaläste (vornehmlich für die Filmtheaterbetriebe Georg Reiss) in Kassel, Mannheim, Nürnberg, Hannover und anderen Städten hatten Vorbildcharakter für den Bau der Kinos dieser Zeit. Bode bezweckte die Aufhebung einer Trennung von Zuschauerraum und Bühne, dies wurde durch räumliche und Lichteffekte erreicht. Die Zeitschrift Der Spiegel beschrieb seine Kinos als Gegensatz zum Trend, billige Kinos zu bauen. Viele seiner Gebäude prägten den Wiederaufbau seiner Heimatstadt Kassel entscheidend mit.
Paul Bode entwarf auch Möbel, zum Beispiel die berühmten „Federholzstühle“ (zusammen mit Arnold Bode), die – mit internationalen Gestaltungspreisen ausgezeichnet – von 1950 bis 1975 produziert wurden.

## Werk

### Bauten (Auswahl)
- 1948: Bahnhofsgaststätte Henkel in Kassel (Ausstattung zusammen mit Arnold Bode)
- 1950: Konditorei und Café Moeller in Kassel
- 1951: Kino „Alhambra“ in Mannheim
- 1949–1952: Kino „Capitol“ in Kassel, Wilhelmsstraße
- 1952: Kino „Kaskade“ am Königsplatz in Kassel (später noch das Kino „Cinema“ in Kassel)
- 1952: Kino „Atlantik-Palast“ in Nürnberg
- 1952: „Belgier-Siedlung“ mit 76 Reihenhäusern in Kassel (zusammen mit Theo Bode)
- 1953: Hotel Hessenland (heute: „Grand City Hotel Hessenland Kassel Zentrum“) (zusammen mit Arnold Bode)
- 1953: Autobahnrasthaus mit Hotel bei Kassel
- 1953: Wohnhochhaus Sophienstraße 1 in Kassel (ursprünglich mit einem Café im Dachgeschoss, Kassels erstes Hochhaus)
- 1953: Häuser an der Schlagd (unter anderem mit Theo Bode)
- 1953: Wohnhäuser Nebelthaustraße / Westerburgstraße in Kassel (zusammen mit Ernst Brundig)
- 1954: Wohnhaus „Im Rosental“ (für Egon Bode) in Kassel
- 1954: Kino „Europa“ in Duisburg
- 1954–1955: Hotel Reiss am Kasseler Hauptbahnhof
- 1955: „Centrum-Garagen“ (Parkhaus Neue Fahrt) in Kassel (zusammen mit Ernst Brundig)
- 1955: Schlosshotel Wilhelmshöhe im Bergpark Wilhelmshöhe in Kassel
- 1955–1956: Opel-Haus in Göttingen
- 1955–1956: Hotel Euler-Haus in Wetzlar
- 1959: Staatstheater Kassel am Friedrichplatz (zusammen mit Ernst Brundig)

### Ansichten von Bauten

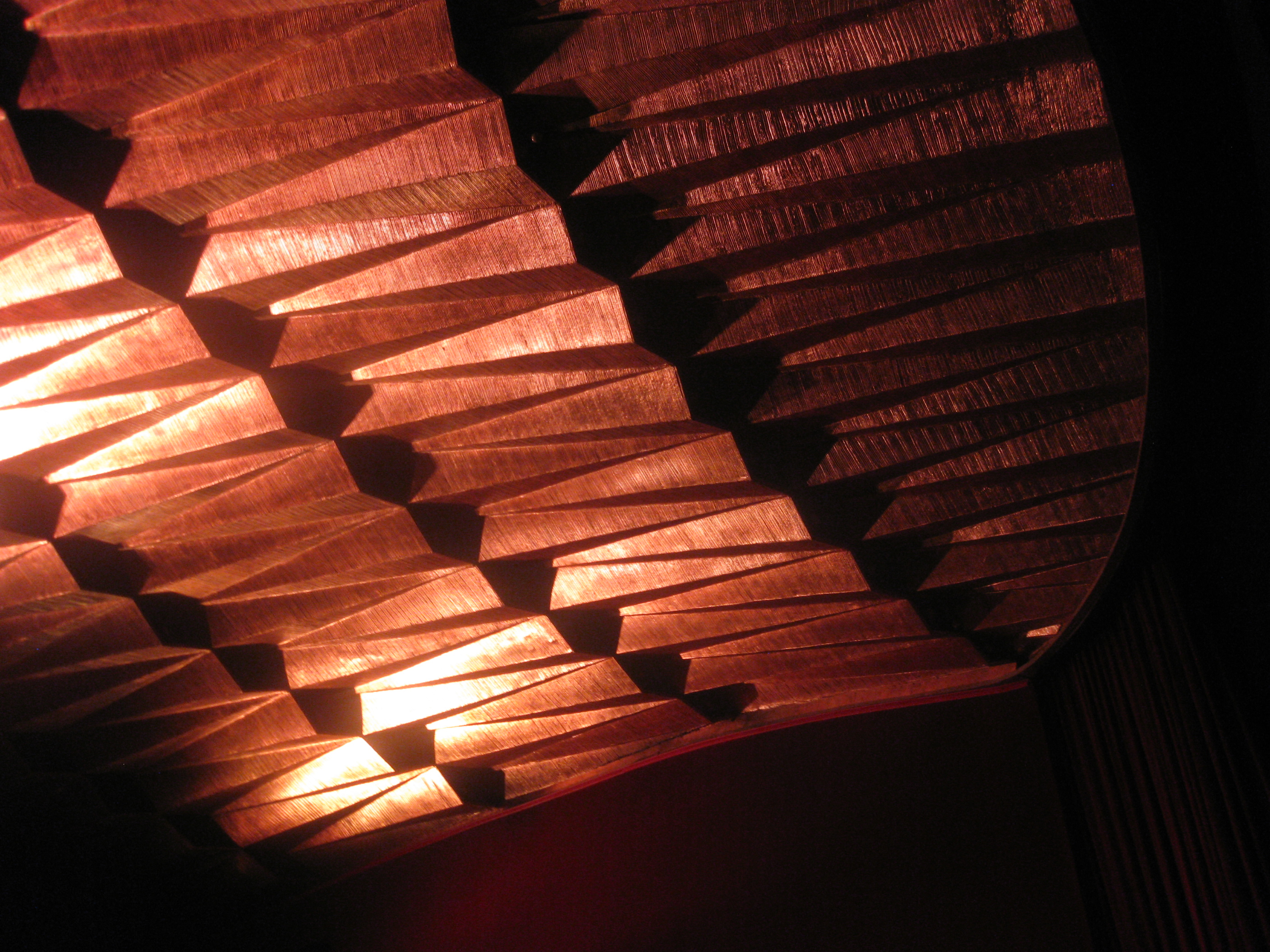
Kaskade-Kino am Königsplatz, Kassel (1952)
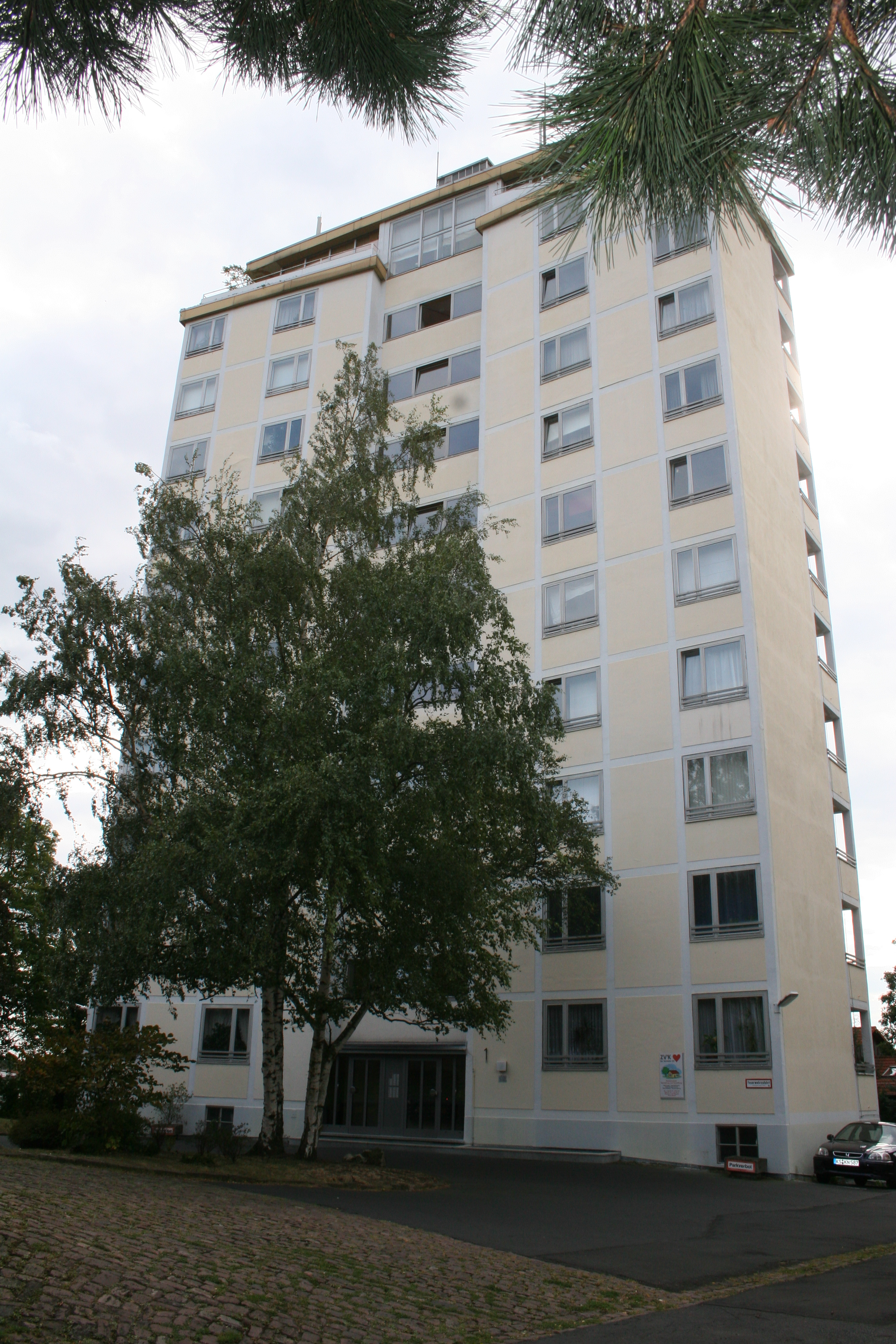
Hochhaus Sophienstraße, Kassel (1953)
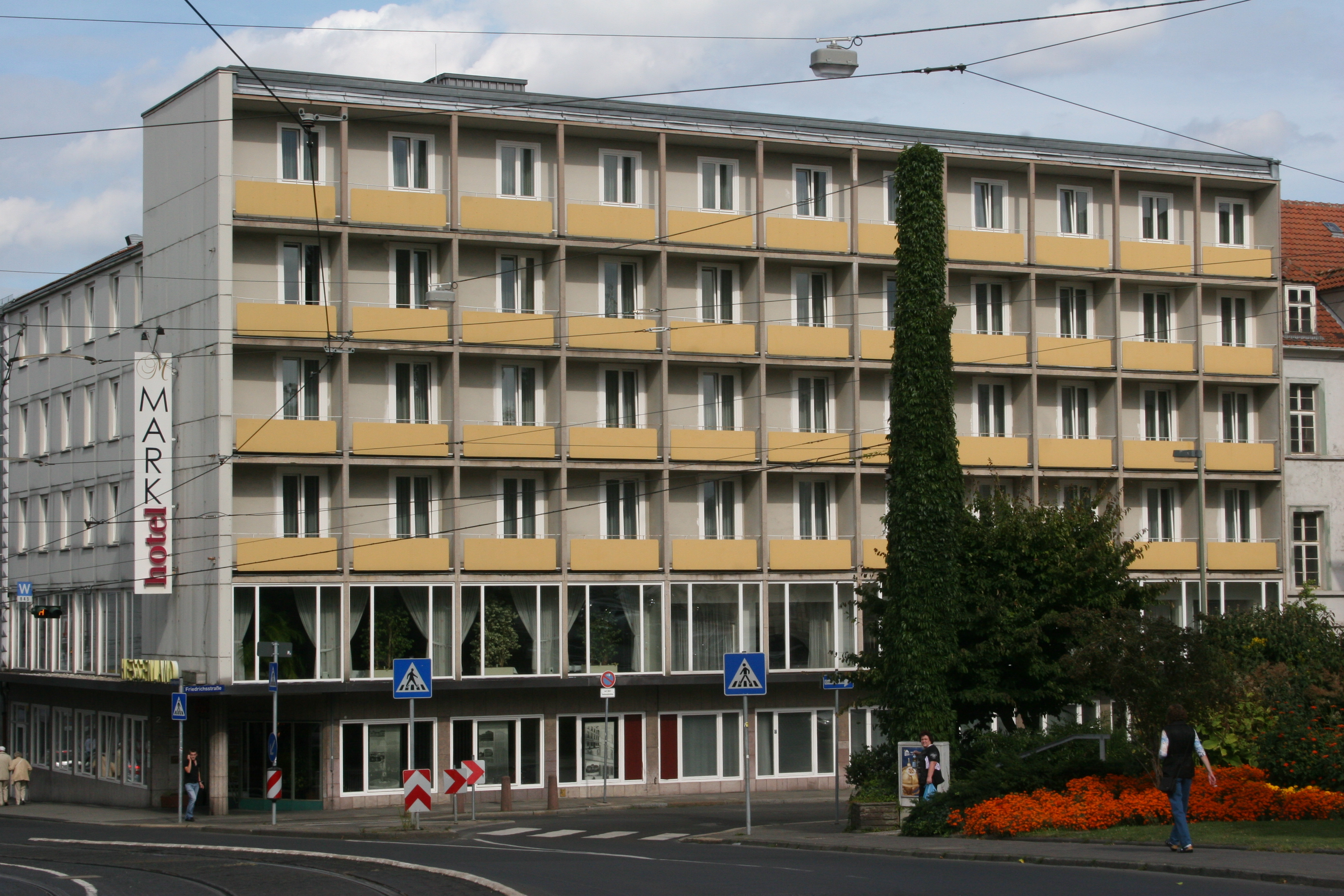
Hotel Hessenland, Kassel (1953)
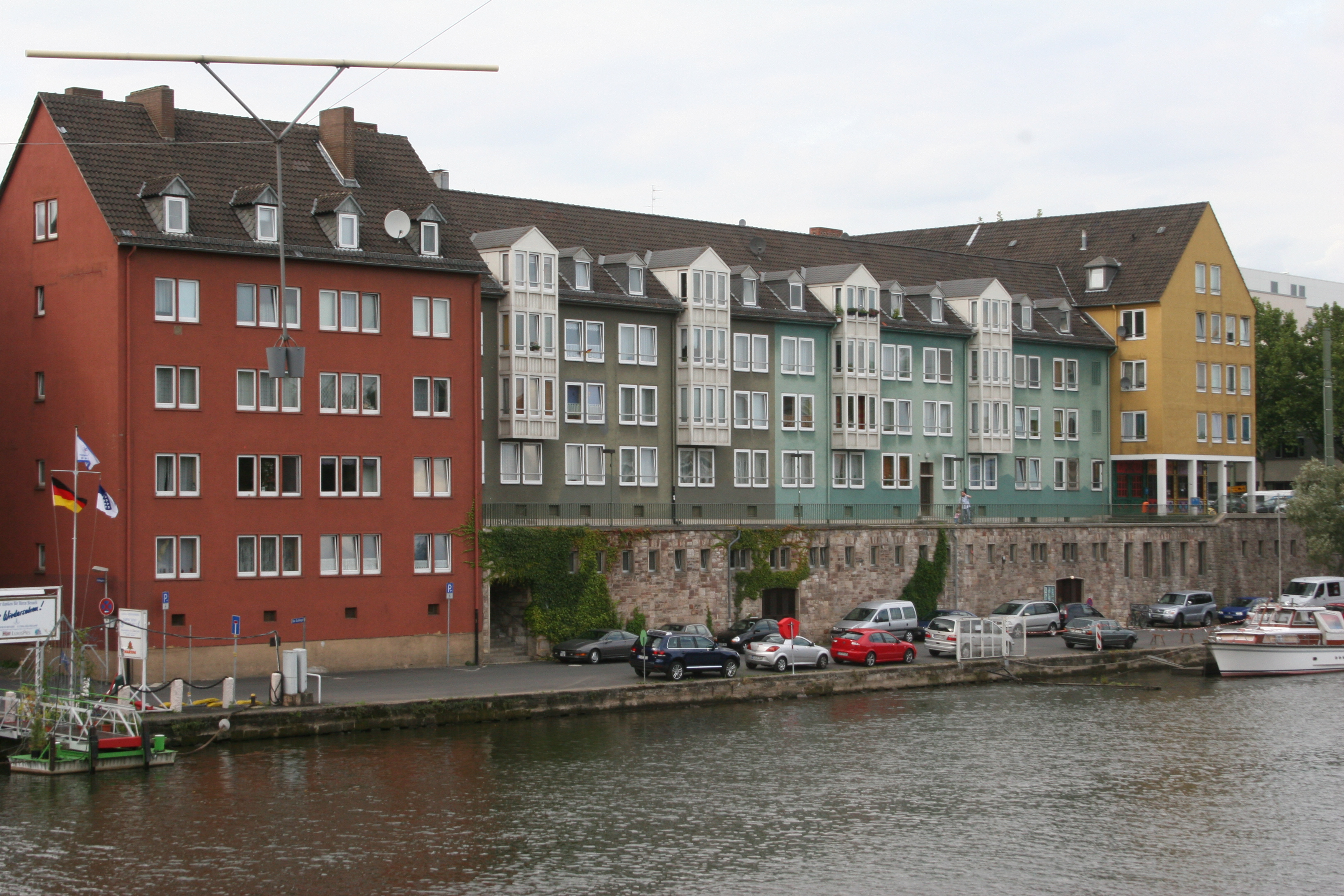
Häuser an der Schlagd, Kassel (1953)
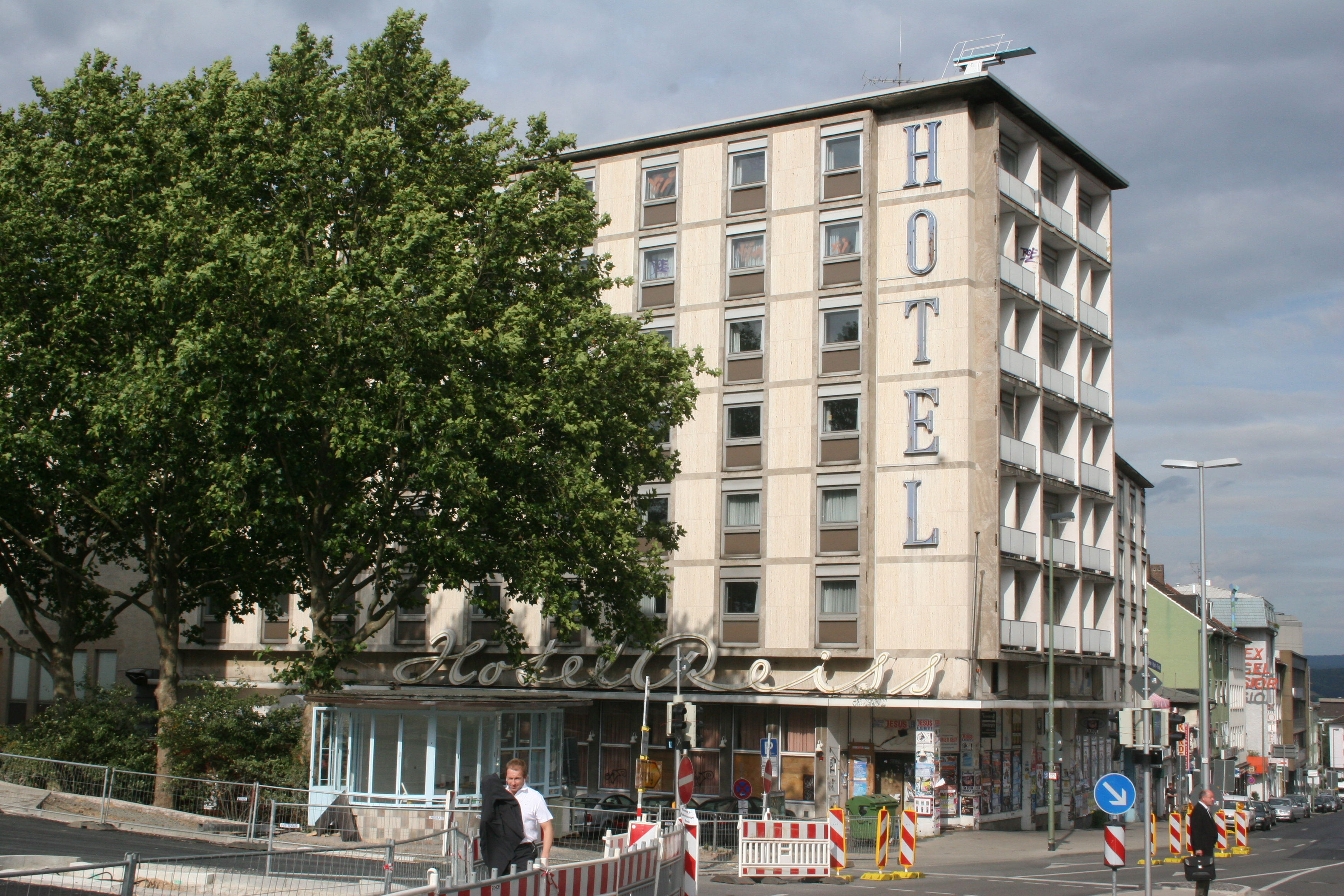
Hotel Reiss, Kassel (1954/55)
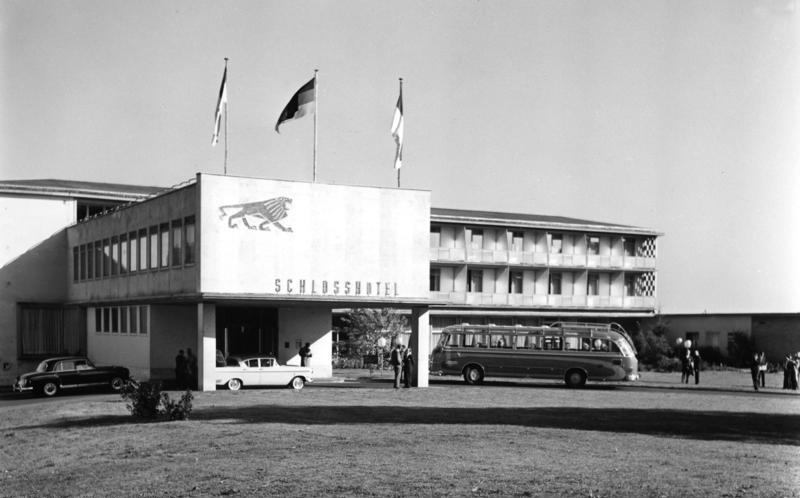
Schlosshotel Kassel (1955)
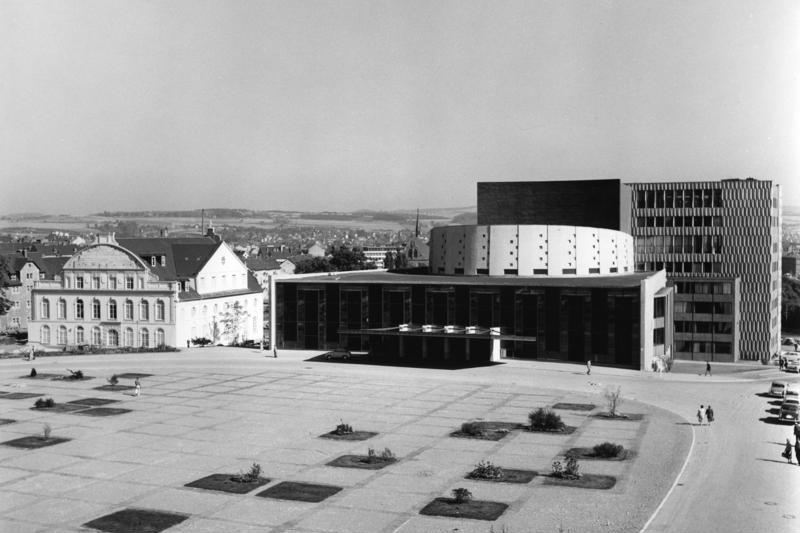
Staatstheater Kassel (1959)

### Schriften
- Alte Sinnformen. In: Schwäbisches Heimatbuch (1927), S. 127–133.
- Paul Bode, Ernst Brundig, Kurt Milte: Kinos: Filmtheater und Filmvorführräume. Grundlagen, Vorschriften, Beispiele, Werkzeichnungen (= Handbücher zur Bau- und Raumgestaltung). Callwey, München 1957, DNB 450516628.

## Auszeichnungen
Im November 1954 wurden das Wohnhochhaus Sophienstraße 1 sowie die Siedlung für belgische Besatzungsangehörige (beide in Kassel) von einer Jury, die vom Bund Deutscher Architekten und dem Hessischen Minister der Finanzen einberufen war, als „vorbildliche Bauten im Lande Hessen“ ausgezeichnet. Der Jury gehörten folgende Architekten an: Werner Hebebrand, Konrad Rühl, Sep Ruf und Ernst Zinsser. An der Siedlung für belgische Besatzungsangehörige war auch Theo Bode beteiligt.